# Er-Rijád SC
Az Er-Rijád SC egy szaúd-arábiai labdarúgócsapat, amelynek székhelye Rijád városában található. A klub a szaúd-arábiai első osztályban, a Pro League-ben szerepel. Hazai mérkőzéseit a 15 000 néző befogadására alkalmas Turki bin Abdul-Ázíz Herceg Stadionban játssza.

## Sikerlista
- Pro League
  - Ezüstérmes (1): 1993–94

- First Division League
  - Feljutó (3): 1977–78, 1988–89, 2022–23

- Király Kupa
  - Döntős (2): 1962, 1978

- Koronaherceg Kupa
  - Győztes (1): 1993–94
  - Döntős (2): 1994–95, 1997–98

## További hivatkozások
- Hivatalos honlapja